# Girolamo Imparato
Girolamo Imparato (né vers 1550 à Naples et mort en 1621 dans cette même ville) est un peintre italien de la Renaissance tardive de style maniériste, appartenant à l'école napolitaine. 

## Biographie
Girolamo Imparato a été actif principalement dans sa ville natale de Naples. 
Il est le fils de Francesco Imparato, un ami proche de Fabrizio Santafede et disciple d'Andrea Sabbatini (de Salerne).
Andrea Vaccaro fut son élève.

## Œuvres
- L'Adoration des bergers,
- La Nativité (1602), parrocchia dell'immacolata di Gesu Nuovo de Naples.
- L'Assomption de la Bienheureuse Vierge Marie (1571), église San Pietro in Vinculis de Naples.
- La Pietà, Sainte-Croix de Termini, Massalubrense.
- Notre Dame des Grâces avec des saints, Oratorio della Confraternita dei Bianchi de Naples.
- L'Immaculée Conception entre saint Jean-Baptiste et saint Jean l'Évangéliste et la Madone des Grâces avec saint Sébastien et saint Joseph, église Santa Maria della Sapienza de Naples.
- La  Cène (1587-1591), réfectoire du couvent de l'église Santa Maria della Sapienza de Naples.
- La Circoncision, église du Gesù de Nole.
- L'Annonciation, église du Noviciat des Jésuites de Naples.